# 小雨傘
〈小雨傘〉是巴巴多斯歌手蕾哈娜主唱，美国歌手杰斯客串的一首歌曲。2007年3月29日，Def Jam唱片公司发行了該歌曲，這首歌也是蕾哈娜的第三张录音室专辑《娜妹好壞》中的主打单曲和开场曲。美国说唱歌手杰斯与制作人崔奇·斯图尔特、库克·哈勒尔以及The-Dream共同创作了这首歌。
〈小雨傘〉在澳大利亚、加拿大、德国、西班牙、爱尔兰、瑞典、瑞士、英国和美国等17个国家的排行榜上名列前茅。该歌曲一度连续10周位居英國單曲排行榜榜首，连续7周位居美国告示牌百大單曲榜榜首。
歌曲的音乐视频由克里斯·阿普尔鲍姆执导，在音樂視頻中，裸体的蕾哈娜涂满银漆。低迷樂團、The Baseballs、追隨者合唱團、狂躁街道传教者、McFly、聯合公園的麥克·篠田、共和世代、泰勒·斯威夫特和香草天空樂團等都翻唱過〈小雨傘〉。